# 씨 오브 트리스
《씨 오브 트리스》(The Sea of Trees)는 2015년에 공개된 미국의 영화이다.

## 출연

### 주연
- 매튜 맥커너히
- 나오미 왓츠

### 조연
- 와타나베 켄
- 케이티 애설튼
- 조던 개버리스
- 안나 프리드먼
- 나다 데스포토비치
- 찰스 반 이만
- 제임스 사이토

## 기타
- 공동제작: 타미 골드먼
- 협력프로듀서: 토마스 패트릭 스미스
- 사운드슈퍼바이저: 아이-링 리
- 미술: 알렉스 디거랜도
- 세트: 자네트 스콧
- 특수효과: 마크 R. 바이어스
- 시각효과: 폴 그라프
- 의상: 대니 글릭커
- 배역: 프랜신 마이슬러
- 배역: 산드 알레시